# Suzak (Kazakhstan)
Pour les articles homonymes, voir Suzak.
Suzak (parfois orthographiée Souzak ou Sozak) est une petite ville située à 70 km au nord-ouest de Cholakkorgan, au nord des montagnes Karataou et à l'est du désert de Muyunkum dans la région du Kazakhstan-Méridional. Depuis les années 2000, elle s'est développée avec les activités minières d'extraction de l'uranium, notamment dans les mines d'Inkai, de South Inkai, de Muyunkum et de Tortkuduk. 

## Histoire
Au Moyen-Âge, Suzak a été la capitale du Khanat kazakh de 1465 à 1469 puis de 1511 à 1521.
De 1928 à 1934, Suzak est le centre administratif du district de Suzak, dont le chef-lieu est actuellement la ville de Cholakkorgan.
En février 1930, une insurrection anti-soviétique s'est produite dans la ville de Suzak et aux alentours.  Les rebelles islamiques et kazakhs se rassemblent autour des slogans "À bas le pouvoir soviétique", "Vive le pouvoir du Khan!" et "Vive le gouvernement kazakh!". Ils  sont alors très sévèrement réprimés par la police de l'Union soviétique (la Guépéou), tuant notamment 400 rebelles - dont le khan Sultanbek Sholakuly  - lors de la bataille du 16 février 1930.
En 1999, la population du village était 3635 personnes. Elle monte à 4630 personnes en 2009.